# Алет (сын Эгисфа)
Алет (др.-греч. Ἀλήτης) — персонаж древнегреческой мифологии из рода Пелопидов, царь Микен. 
Алет был сыном Эгисфа и Клитемнестры. Когда пришёл ложный вестник, что его единоутробный брат Орест принесён в жертву в Тавриде, Алет захватил власть в Микенах. Вернувшись в Микены, Орест убил его. Алет стал заглавным героем трагедий Софокла, Ликофрона и неизвестного автора, тексты которых не сохранились.